# Païta

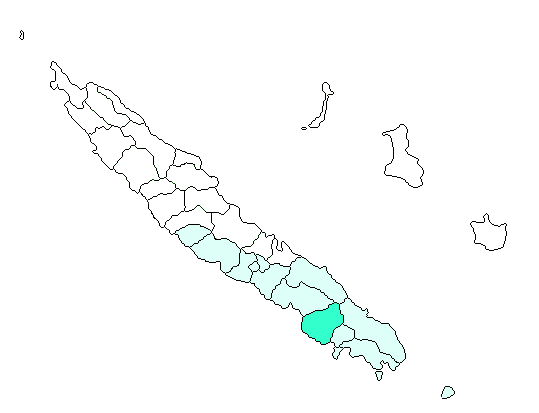
Situació de Païta

Païta és un municipi francès, situat a la col·lectivitat d'ultramar de Nova Caledònia. El 2009 tenia 1.969 habitants. Limita amb els municipis de Dumbéa al sud-est i Boulouparis al nord-oest, Thio i Yaté. És la comuna més rural de la Gran Nouméa, i al seu territori s'hi troba l'aeroport internacional de Nouméa-La Tontouta.

## Evolució demogràfica
| Població de Païta (1956-2009) | Població de Païta (1956-2009) | Població de Païta (1956-2009) | Població de Païta (1956-2009) | Població de Païta (1956-2009) | Població de Païta (1956-2009) | Població de Païta (1956-2009) | Població de Païta (1956-2009) | Població de Païta (1956-2009) | Població de Païta (1956-2009) |
| ----------------------------- | ----------------------------- | ----------------------------- | ----------------------------- | ----------------------------- | ----------------------------- | ----------------------------- | ----------------------------- | ----------------------------- | ----------------------------- |
| Població                      | 1.397                         | 1.903                         | 2.522                         | 3.407                         | 4.834                         | 6.049                         | 7.862                         | 12.062                        | 16.358                        |
| Any                           | 1956                          | 1963                          | 1969                          | 1976                          | 1983                          | 1989                          | 1996                          | 2004                          | 2009                          |

## Composició ètnica
- Europeus 32,6%
- Canacs 23,9%
- Polinèsics 32,1%
- Altres, 11,4%

## Administració
| Període   | Identitat     | Partit                        |
| --------- | ------------- | ----------------------------- |
| 1967-1983 | Raymond Hénin | Unió Caledoniana              |
| 1983-1995 | Ronald Martin | RPCR                          |
| 1995-     | Harold Martin | RPCR, després Avenir ensemble |